# Хаус
Хаусът е подстил на и ди ем, който води началото си от 70-те години, но започва развитието си от САЩ в средата на 80-те. Първоначално се развива в Чикаго, а след това и в други американски градове като Ню Йорк, Детройт, Лос Анджелис и Маями.
Основният елемент в хаус музиката е изнесеният 4/4 ритъм, генериран най-често с барабани. Характерно за този тип музика е непрекъснато повтарящата се бас линия. Често пъти се включват семпли и от други стилове като джаз, блус или синт поп и перкусии.
Някои от големите имена, имащи цялостен принос за развитието на хауса, са Дани Тенаглия, Ерик Морило, Дейвид Моралес, Джуниор Васкес, Сандер Клайненберг, Тод Тери, Джъдж Джулс, Пол Окенфолд, Луи Вега, Диджей Пиер. Тези хора са осовоположниците на определени елементи в стила като цяло, които се ползват от много диджеи и продуценти.

## История
Хаус музиката е пряк потомък на диско музиката. Диското вече е съществувало в продължение на 10 години, когато се появяват първите електронни барабани в Чикаго. През това време бива подложена на безмилостна търговска експлоатация. Диско музиката е смесица от соул, R&B, фънк, събуждаща празнично настроение за танци, флирт и любов, съчетана с повтарящи се рефрени и ритмичния ритъм на барабаните. Някои композиции на моменти включват музика произведена със синтезатори и барабани, а други са напълно електронни, като например песните на Джорджо Мородер от края на 1970 г., хитовият сингъл на Дона Самър „I Feel Love“ от 1977 г., както и няколко диско-поп продукции на група „Хай-Енерджи“ от началото на осемдесетте. 

## Предшественици
Хаус музиката е също повлияна от техники за миксиране и редактиране, въведени от диско диджеи, продуценти и аудио инженери като Уолтър Гибънс, Том Мултън, Джим Бърджис, Лари Леван, Рон Харди, M & M и други, които създават по-дълги аранжименти на вече съществуващи диско записи с повече повторения и ударни инструменти. В началото хаус продуценти като Франки Нъкълс (на английски: Frankie Knuckles) създават подобни композиции, импровизирайки с комбинации от семпли, синтезатори, секвенсери и барабани.
Електронната денс песен „On and On“, създадена през 1984 г. от чикагския диджей Джеси Саундерс (на английски: Jesse Saunders) и съавтора му Винс Лоренс, съдържа елементи, които са от важно значение за хауса през ранния му период. Считана е за „първия хаус запис“, въпреки че и други примери от същия период като „Music Is The Key“ на Дж. М. Силк (1985) също биват поставяни в тази категория.

## Произход на термина
Произходът на термина „хаус музика“ вероятно е свързан с нощния чикагски клуб The Warehouse („Складът“), съществувал от 1977 до 1982 г. „Галерията“ била често посещавана от хомосексуални мъже (чернокожи и от латиноамерикански произход), които идвали да танцуват на диско музика, изпълнявана от диджея на клуба Франки Нъкълс. В документалния филм, излъчен по тв канал 4 „Усилете звука“, Нъкълс обяснява, че за пръв път вижда термина „хаус музика“, когато веднъж случайно забелязал надписа „Тук пускаме хаус музика“, изписан на прозореца на бар в южната част на Чикаго. Един от мъжете в колата с него се пошегувал и казал: „Знаеш ли, това е същата музика като тази, която пускаш в The Warehouse, и всички се засмели. 
Диджеят от южната част на Чикаго Леонард „Ремикс“ Рройтвърди в някои свои изявления, че е сложил надписа на прозореца на кръчмата, в която работел, за да посочи, че това е мястото, където се пуска музика, подобна на тази, която слушаме у дома. В неговия случай това били – записите със соул и диско на майка му, които преработвал в сетовете си.
Лари Хърд, известен още като г-н Фингърс, твърди, че терминът хаус отразява факта, че ранните диджеи създавали тази музика по домовете си, използвайки синтезатори и барабани от различни марки, например Роланд ТР-808, ТР-909 и ТБ баслиния синтезатор-секвенсер. Тези синтезатори били използвани за създаването на поджанр на хаус музиката, наречен асид хаус.
Хуан Аткинс, създателят на Детройт техно музиката, твърди, че терминът хаус (от house – къща) отразява факта, че диджеите от това време сами създавали „домашни“ записи (също, както в ресторант може да има „домашно“ ястие).

## Развитие
Хаус музиката се развива в Европа, във Великобритания по време на Второто лято на любовта, както и в туристическата дестинация Ибиса. Песни като „Theme From S-Express“ и „Jack Your Body“, които заемат водещо място в класациите, предизвикват още по-голям интерес към клубната сцена. Въпреки това, денс сцената бързо започва да се раздробява с появата на транс и техно музиката. Но хаусът успява да запази и увеличи своята популярност, тъй като това е най-достъпният вариант на денс музиката и е все още е тясно свързан с нея. Той е подходящ както за слушане, така и за танцуване. Самите хаус танци възникват много преди появата му. Представляват съчетание от бразилски, африкански, латино и модерни танци.

## Лирични теми
Хаусът изиграва роля за предаването на политически послания към хората, смятани за аутсайдери в обществото. Той се обръщал към тези, които не се вписвали в комерсиалното американско общество и по тази причина се радвал на особена популярност сред мъжката част от чернокожото население. Франки Нъкълс сравнява хаус музиката с „църква за грешници“. Маршал Джеферсън го описва като „религия от дните, когато вярващите просто изпадат в екстаз и започват да викат от щастие“. Дийп хауса съдържал много от посланията на свободата на черната общност. И двата хаус диска на Джо Гладки, „Обетованата земя“ и Гб „Имам една мечта“ изпращат послания, подобни на тези в речта на Мартин Лутър Кинг „Имам една мечта“. „Някой ден“ на Кенет Джеси Роджърс придвижва хауса по-близо до евангелския поток, по-късно озаглавен „госпел хаус“. Хаус музиката е свързана и с мистичното. Тя стига дотам, че придобива характер на „ерото-мистичен делириум“. Парчето на Джейми Принцип „Baby Wants to Ride“ започва с молитва, но изненадващо се оказва за жена доминатор, която съблазнява мъж, който я „язди“ през останалата част от песента.

## Хаус музиката през 21 век
През 2005 г. кметът на Чикаго Ричард М. Дейли обявява 10 август за „Ден на единството на хауса“ в чест на „21-годишнината на хаус музиката“ (в действителност на 21-годишнината от основаването на „Тракс Рекърдс“). По думите му Чикаго е „родината на хаус музиката“ и, а истинските създатели на музиката са „вдъхновени от любовта към своя град – и от мечтата, че някой ден музиката им ще разпространи посланието за мир и единство в целия свят“. Диджеи като Франки Нъкълс, Маршал Джеферсън, Пол Джонсън и Мики Оливър отпразнували събитието на Самър Денс Серийс – мероприятие, организирано от отдела за култура на кметството“.
В това десетилетие вокалният хаус трайно се налага както в ъндърграунда, така и като част от поп пазара, а групи като „Дефектед“ (Defected), „Роул“ (Roule) и „Ом“ (Om) излизат в челните редици на развиващия се нововъзниквал саунд. В средата на 2000 г. се появяват синтезни жанрове като електро хаус, дийп хаус и тек хаус. Този синтез е виден и в съчетанието на музикални стилове на артисти като Денис Ферер и Бука Шейд. Днес, диджеите могат да смесват всички поджанрове на хауса, тъй като много от най-добрите музикални елементи се използват в поджанровете.
По това време хаус музиката става все по-достъпна за младежите от заможните предградия, които идват в големите градове на САЩ, за да посещават партита в големи пространства като „Звуковата фабрика“ (The Sound factory) в Ню Йорк, „Екзит“ или Кробар и „Спейс“ в Маями, което кара много фенове на ъндърграунда да определят явлението като „мост над тунела“, т.е. пътят, свързващ предградията и центъра на града. Нарастващият интерес към хаус музиката сред хората от предградията, предимно слушатели от средната класа, насърчава много диджеи/продуценти все повече да популяризират своя саунд чрез пускане на сингъл и диск компилации в по-широк търговски мащаб. В резултат на това, големи магазини за музика като „Тауър Рекърдс“ започват да предлагат по-голям избор на хаус музика, често със секции, посветени единствено на денс музиката. След като Напстер и други интернет сайтове за сваляне на музика стават по-популярни в края на 90-те години и през новото хилядолетие, хаус музиката придобива още по-широка аудитория, като членовете ѝ си разделят нови миксове на популярни клубни парчета.
Днес, новаторската хаус музика се прославя и представя на фестивала „Горящият човек“ (The Burning Man) и също и на големи събития, спонсорирани от музикалната индустрия като „Зимната музикална конференция“ (Winter Music Conference) в Маями.
В края на 2000 г., музиката, повлияна от хауса, запазва своята популярност в клубовете по цял свят. Продуцентите като Джустис, Бени Бенаси (с хитовете му като „Задоволство“(Satisfaction)се връщат към хауса, а леките, по-разредени и танцувални хаус парчета се появяват отново в американските класации ТОП 40. С този стабилен, почти незабележим успех през годините, хаусът набира скорост, и идеите, разработени от хаус продуценти, заразяват хип-хоп и поп световете. С въвеждането на Вокодър и Ауто-Тюн, както и популяризирането на цифрови аудио работни станции и нови производствени технически похвати като динамична обхватна компресия и тежка компресия, хаусът се превръща все повече и повече в част от американската музикална култура.
Австралийската хаус музика става популярна в средата на 2000 г., а групи като Аштън Шъфъл (The Aston Shuffle), Томи Кошчето (Tommy Trash), Нападателите на чанти (Bag Raiders) и Империя на слънцето (Empire of the Sun) стават известни в страната.